# 秘匿飛行場

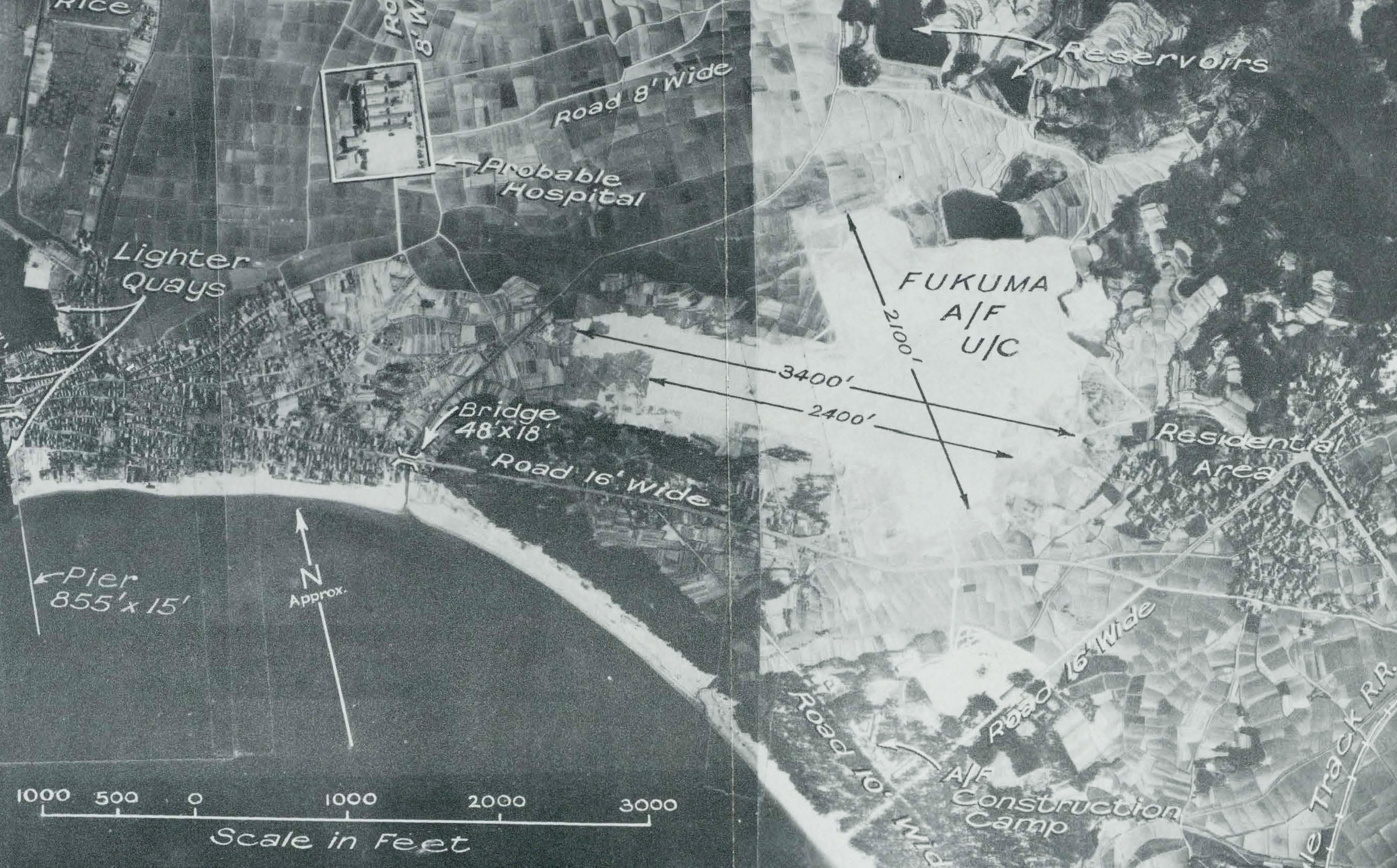
米軍によって撮影された津屋崎飛行場の航空写真（1945年）

秘匿飛行場（ひとくひこうじょう）は、太平洋戦争末期に本土決戦のため整備された特攻部隊の発進基地である。

## 概要
太平洋戦争末期に米軍の空襲が激化するなか、航空戦力確保を目的として飛行機・燃料・弾薬の分散・秘匿が行われた結果、被害を軽減することができた。しかし、その反面発進できる時間帯が制限されたり、発進に時間がかかったりするという欠点があった。そこで飛行場そのものを秘匿し、発進基地を確保することにしたのである。それが秘匿飛行場であり、1945年（昭和20年）4月から整備に着手し全国約40カ所に設定する計画であった。そのため戦時中に飛行場をつくっていたという話が全国各地に残っている。
- 東北方面　三本木、六郷、金ヶ崎、水沢、王城寺、棚倉
- 関東方面　矢板、結城、真壁、御勅使河原（白根町）、今市、龍ヶ崎、熊谷、北富士
- 北陸方面　八色原（浦佐村）、新潟南[3]、村松
- 東海方面　関、大垣、菰野、鈴鹿
- 近畿地方　粉河、神野、青野原、福知山
- 中国地方　行幸、倉吉、埴生
- 四国地方　丸亀、国分、松山
- 九州地方　津屋崎、福島、山鹿、飯野、小林、甘木、人吉、熊本、豊後

これら秘匿飛行場は敵に発見されないよう偽装を行うことになっていたが、米軍は偵察機からの写真撮影の他、飛行場名の特定とコード番号の付与も行っていた。

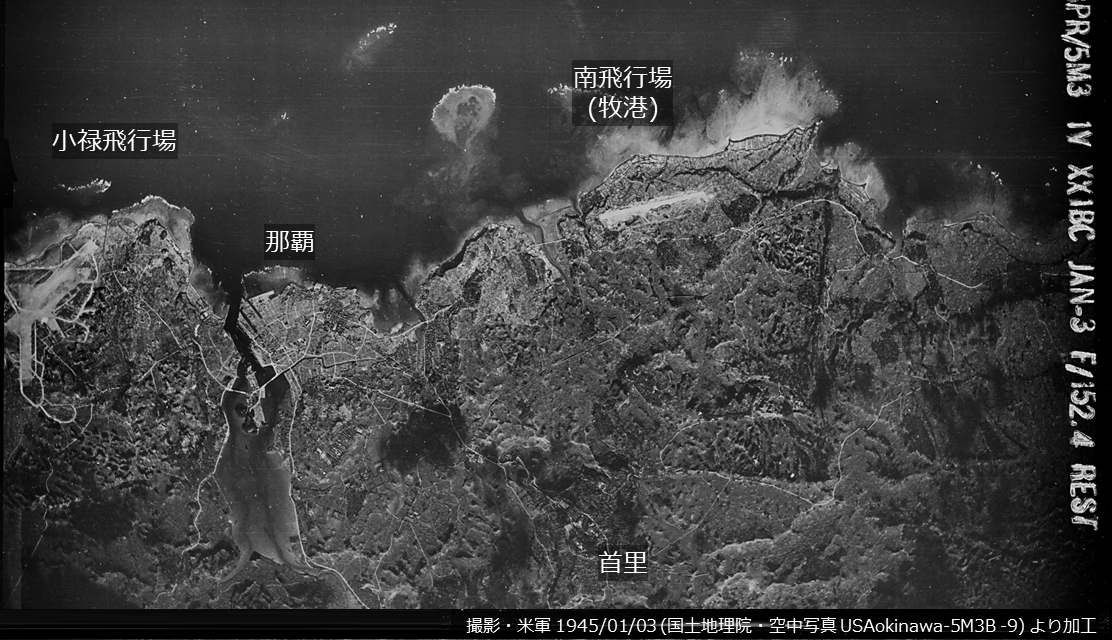
1945年1月3日に米軍が撮影した日本陸軍「南飛行場」の空中写真。

## 沖縄における秘匿飛行場建設計画

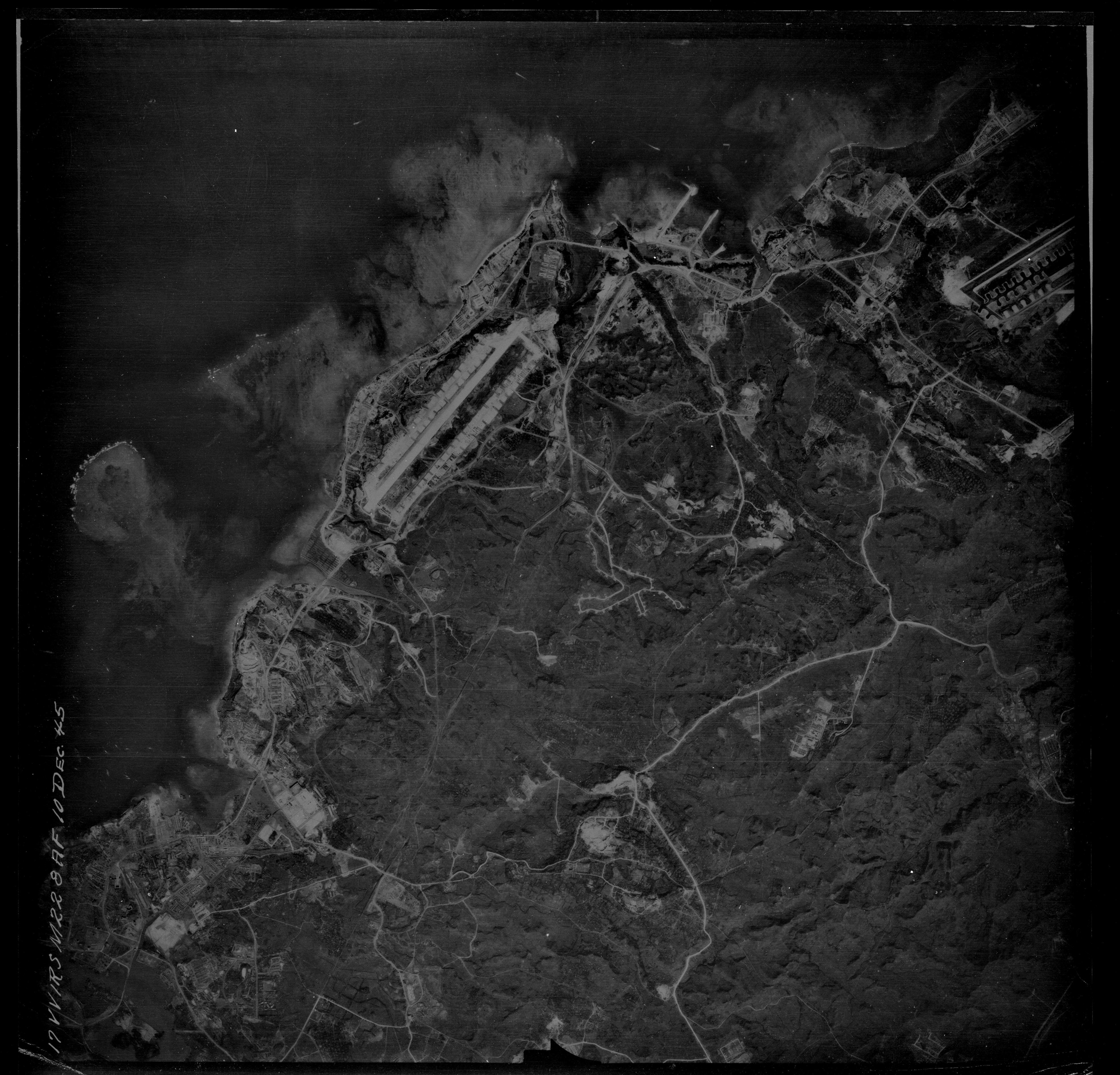
1945年12月10日に米軍が撮影した米軍「牧港飛行場」の空中写真。右側に普天間飛行場。この時期、住民は収容所に収容されていた。

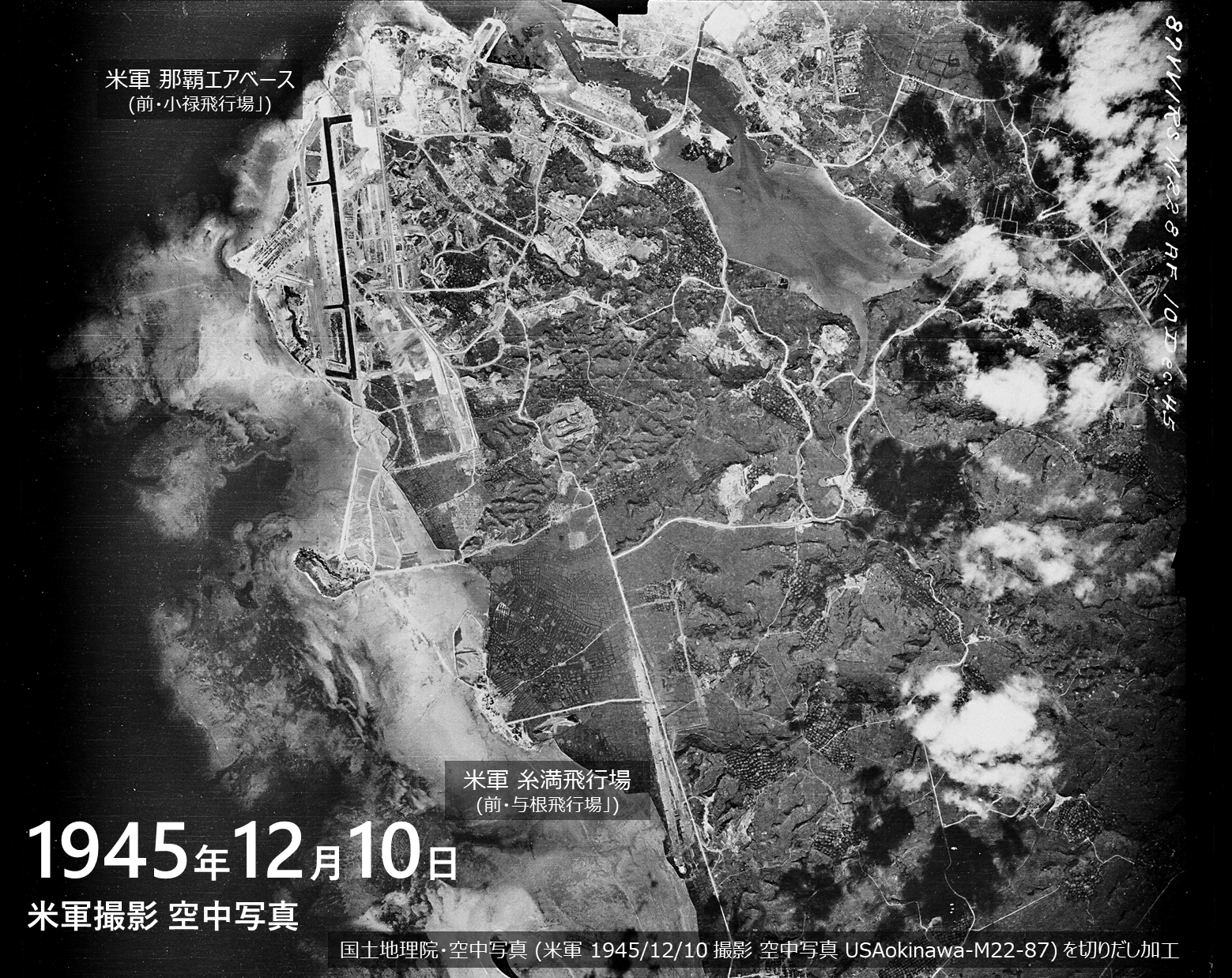
1945年の空中写真。左側が小禄飛行場跡に拡張されている米軍那覇飛行場、また中央下側の直線道路沿いに建設されているのがが米軍の与根飛行場。

1942年6月のミッドウェー海戦で多くの航空母艦を失った日本海軍は、島嶼群に多数の航空基地を建設し、島を「不沈空母」化することを目指した。沖縄県においては15カ所の飛行場建設計画が進められ、陸海軍は学徒から女性、老人まで住民を徴用し、モッコや馬などの資材や食糧も供出させて建設が進められた。15カ所の飛行場のうち以下の4カ所は小型特攻機用の秘匿飛行場であり、1944年から建設が始められた。しかし、こうした秘匿飛行場がその本来の目的として使用された記録はなく、未完成のまま放棄されたと考えられる。
- 日本陸軍 沖縄南飛行場 (仲西飛行場・城間飛行場) - 未完成。接収後、米陸軍「牧港飛行場」(現・牧港補給地区) となる。
- 日本陸軍 沖縄東飛行場 (西原飛行場・小那覇飛行場）- 造成のみ行われ、接収後、米海軍「与那原飛行場」となる。
- 日本陸軍 首里秘密飛行場（石嶺飛行場）- 未完成。
- 日本海軍 与根秘密飛行場 - 未完成。米軍が前線からの負傷者を搬送するための小飛行場 (与根小飛行場) を建設。

沖縄守備軍第32軍は、当初は貼り付け特攻作戦に期待をしていたものの、本土からの建設支援は遅れ、また第9師団の転出などから長勇参謀長や八原博通高級参謀は、日本軍の航空作戦重視を懐疑していた。特にフィリピンでの戦い以降は、航空作戦への疑念は不信感へとかわり、持久戦としての地上戦戦備に専念したと思われる。西原飛行場の建設は整地のみで中止となっており、現場の兵士から「敵はフィリピン、南洋から沖縄に向かっているから、どうせ飛行場を造っても意味がない」と動員を解除されたことが証言として残っている。与根秘密飛行場建設でも初等四年から高等二年の学童が徴用され、十分な食事も与えられないままモッコで石を運び、飛行場を偵察機から隠すためガジュマルの葉を集めてまわった。しかし、実際には首里秘密飛行場も与根秘密飛行場も空中写真あるいは米軍公刊戦史の地図にもその場所が特定されることなく、整地すら完了していなかったと思われる。米軍は沖縄戦のさなかに与根小飛行場を建設し、南部激戦地からの負傷者を軽飛行機で後方の野戦病院まで搬送しはじめるが、その滑走路が日本海軍が建設途中だった場所を利用したものかどうかは不明である。
いずれの秘匿飛行場も未完成のまま放置され、使用されることはなかった。陸軍沖縄南飛行場と陸軍沖縄東飛行場は、1944年10月10日 (十・十空襲) などで米軍機が撮影した空中写真をもとに詳細に写真解析され、沖縄戦で米軍に占領されるとただちに工兵隊によって拡張され、米軍の飛行場として使用された。戦後、沖縄南飛行場は現在の米陸軍「牧港補給地区」となり、また沖縄東飛行場は米海軍「与那原飛行場」となった。